# والتهال (میسیسیپی)
والتهال (به انگلیسی: Walthall) روستایی در ایالت میسیسیپی کشور ایالات متحده آمریکا است که جمعیت آن در سرشماری سال ۲۰۱۰ میلادی، ۱۴۴
نفر بوده‌است.